# Ferrandina
Ferrandina község (comune) Olaszország Basilicata régiójában Matera megyében.

## Fekvése
A település egy, a Basento folyó völgyére néző domb tetején épült.

## Története
A települést a Magna Graeciába érkező görög telepesek alapították Troilia név alatt. Nevét az elpusztított Trója városa után kapta. A rómaiak és a bizánciak fennhatósága alatt is a dél-itáliai görög kultúra egyik fellegvára maradt. Mai elnevezése II. Aragóniai Ferdinándtól származik, aki apjának, I. Aragóniai Ferdinándnak állított tiszteletet ezáltal. 1507-ben szabad királyi városi rangot kapott. A risorgimento idején a dél-olaszországi ellenállók egyik központja volt. 2003-ban a lakosság meghiúsította Silvio Berlusconi, akkori miniszterelnök tervét, hogy egy nukleáris lerakatot létesítsenek területén.

## Népessége
A népesség számának alakulása:

## Főbb látnivalói
- Castello d’Uggiano – a város középkori erődítménye
- San Francesco-kolostor – 1614-ben épült
- Santa Maria della Croce-templom (15. század)
- Santa Chiara-kolostor (17. század)
- San Domenico-kolostor (16. század)